# 유네스코
유엔 교육 과학 문화 기구(프랑스어: Organisation des Nations unies pour l'éducation, la science et la culture, 영어: United Nations Educational, Scientific and Cultural Organization)는 유네스코(UNESCO)로도 더 널리 알려져 있는 1945년 창설된 유엔의 전문 기구이다.
기구의 목적은 유엔 헌장에서 선언된 기본적 자유와 인권 그리고 법의 지배, 더욱 보편적인 정의의 구현을 위하여 국가 간의 교육, 과학, 그리고 문화 교류를 통한 국제 사회의 협력을 촉진함으로써 평화와 안전에 기여하는 데 있다. 유네스코 본부는 프랑스 파리에 위치한다.

## 역사
유네스코와 그 권한은 1921년 9월 21일 국제적인 지적 연맹체에 관련한 국제 연맹의 결의안으로 거슬러 올라가며 여러 연구 목적에 대한 위원회를 선출하기로 했다. 지식인협조국제위원회(The International Committee on Intellectual Co-operation, CICI)는 1922년 1월 4일 공식적으로 출범해 자격을 갖춘 개인이 선출돼 자문의 역할을 기본으로 하는 기관이 설립됐다. 이후에 국제지식협조연구위원회(The International Institute for Intellectual Cooperation , IICI)가 1925년 8월 9일 파리에서 창립되어 CICI의 상위 기관으로 일하기 시작했다. 1925년 12월 18일 국제교육국(International Bureau of Education. IBE)이 국제 교육의 발전을 위한 목적으로 비정부기구로서 출범하기에 이른다. 그러나 여러 초창기의 기구들은 제2차 세계 대전의 진행과 함께 상당 부분 한계를 겪었다.
대서양 헌장과 연합국 선언에 조인한 후 각국의 교육부 장관들이 모인 심포지움이 런던에서 열려 1942년 11월 16일~1945년 12월 5일까지 정기적인 회담을 가졌다. 1943년 10월 30일 교육을 주제로 혹은 여러 부분으로 다루는 국제기구에 대한 필요성이 모스크바 선언에서 공표되며 중국, 영국, 미국, 소련의 동의를 얻게 된다. 유엔의 설립에 대한 예비 회의로 볼 수 있는 덤버턴오크스 회의에서도 이 내용에 대한 제안이 결의된다.
영국 런던에서 열렸던 교육부 장관들의 회의와 1943년 4월부터 6월까지 미국 샌프란시스코에서 열린 “국제 기구에 관련한 유엔 회의”(United Nations Conference on International Organization, UNCIO)가 같은 맥락으로 열려 문화/교육 기구(ECO/CONF)가 1945년 11월 1일부터 11월 16일까지 열렸다. 44개의 정부체가 대표를 파견했다. 유네스코 헌장이 37개국의 조인 하에 도입되고 예비 위원회가 설립됐다. 예비 위원회는 1945년 11월 16일부터 1946년 11월 4일, 즉 유네스코 헌장이 20번째 회원국에 의해 승인을 받은 날까지 활동했다.
1945년 11월 영국과 프랑스의 공동주체로 런던에서 열린 유네스코창설준비위원회에서 44개국 정부대표에 의해 유네스코헌장이 채택되었으며, 1946년 11월 20개 서명국가들이 헌장비준서를 영국 정부에 기탁함으로써 최초의 국제연합전문기구로 발족했다.
제1차 정기 총회는 1946년 11월 19일부터 12월 10일까지 열려 초대 총장인 줄리언 헉슬리를 선출한다. 유네스코 헌장은 1954년 11월 정기 총회 때 개정됐다. 그 내용은 상임이사회 회원들이 당 국가들의 대표자로서 해당 국적을 갖고 있어야 하며 다만 이전과는 다르게 개인적 혹은 특정 국가에 국한되어 활동하지 않도록 함이다. 이 변화는 유네스코를 그 전임이던 CICI와 구별되게 하는 특징을 구현했다. 다시 말해 회원국들이 기구에 관련된 각 분야에서 강점을 발현해 합력해야 일하게 하는 기반을 마련한 것이다. 유네스코의 헌장을 통해 시간이 지나면서 회원국들은 그 목표와 의무에 대해 인지하게 됐으며 특별히 정치적, 역사적 요인이 특별히 식민국가들의 독립과 냉전 시대, 소비에트 연방의 해체 기간동안 기구의 운영에 구심점 역할을 했다.
대표적인 업적 중 하나는 인종 차별주의에 대한 활동으로 레비스트라우스나 다른 인류학자들이 1950년 참여한 인류학자 선언을 시작으로 차별주의에 대한 영향력을 발한 것이다. 이는 1978년 인종과 인종에 대한 차별 선언에서 이에 대한 선언을 마무리 짓는다. 1956년 남아프리카 공화국이 유네스코의 인종 관련 문제에 대한 처신이 국가적 분열을 야기한다는 이유로 탈퇴한다. 남아프리카 공화국은 1994년 넬슨 만델라의 지도력 하에 다시 합류하기에 이른다.
기구의 초기 활동 중 교육에 관련한 활동으로는 1947년 아이티, 마비아 계곡(Marbial Valley)에서 시작한 조종사 프로젝트를 포함했다. 이 프로젝트는 전문가의 활동으로 탄력을 받아 1940년 아프가니스탄에서도 실행됐다. 1948년 유네스코는 회원국이 무상 교육 및 의무교육을 보편타당하게 정착하도록 노력해야 한다고 권고했다. 1990년 모든 사람을 위한 세계 회의(the World Conference on Education for All)가 태국 좀티안에서 열려 모든 아이들과 청년 및 성인을 위한 기본 교육을 제공하고자 하는 전지구적 움직임에 동참한다. 10년 후 2000년 세계교육포럼이 세네갈의 수도 다카르에서 열려 회원국들이 모두를 위한 기본 교육을 2015년 경까지 추진할 수 있도록 하자는 내용을 결의했다.
문화에 관련한 초기 활동으로는 1960년부터 실행된 누비아 운동(Nubia Campaign)이 대표적이다. 운동의 목적은 아스완 댐의 건설에 따라 아부 심벨 신전이 잠길 위험에 처하자 사원을 이전하도록 압력을 행사하는 것이었다. 20년 동안의 운동 전개 속에 22개의 기념비와 고건축 단지들이 재위치됐다. 최초이자 가장 큰 연계 운동으로서 모헨조다로(파키스탄), 페스(모로코), 카트만두(네팔), 보로부두르(인도네시아), 아크로폴리스(그리스) 등을 포함하여 전 방위로 전개됐다. 유네스코의 활동에 대하여 “세계문화자연유산보호에 관한 협정”(the Convention concerning the Protection of the World Cultural and Natural Heritage)이 1972년 도입됐다. 이에 따라 1976년 유네스코 하의 세계유산위원회(World Heritage Committee, WHC)가 설립되고 처음으로 1978년부터 세계유산 목록을 발표하기 시작한다. 이후로 문화 유산과 문화적 다양성에 관련한 법적 의제를 의결하기 위해 “무형문화유산보호협약”(Convention for the Safeguarding of the Intangible Cultural Heritage)을 2003년에, “유네스코 문화적 표현의 다양성 보호와 증진 협약”(Convention on the Protection and Promotion of the Diversity of Cultural Expressions)을 2005년에 공표한다.
1951년 12월 파리에서 열린 유네스코의 정부간 회의는 유럽 입자 물리 연구소(European Council for Nuclear Research)를 설립하기로 한다. 1989년 월드 와이드 웹이 유럽 입자 물리 연구소에서 탄생한다.
1948~1966년까지 진행된 아리드 존 프로그래밍이 자연 과학 분야에서 추진된 중점 프로젝트이다. 1968년 유네스코는 처음으로 전부간 회의를 열어 환경과 개발을 조율하고 지속 가능한 개발에 관련한 화합을 꾀하고자 한다. 1968년 회의의 성과는 유네스코의 세계생물보호권 보호구(Man and the Biosphere Programme)를 새로 고안하는 성과를 낸다.
커뮤니케이션 분야에서는 정보의 자유로운 소통이 시초부터 유네스코의 우선 목표였다. 2차 세계 대전 직후의 몇 년 간 세계 각처의 대중 소통에 대한 수요 파악과 재정비에 그 역량을 집중했다. 이에 따라 1950년대에는 기자들을 위한 훈련 및 교육 활동을 시작했다. 1970년대의 신세계 정보통신 질서(New World Information and Communication Order)에 대한 후속조치로 유네스코는 “통신 문제 연구를 위한 국제 위원회”(International Commission for the Study of Communication Problems, 별칭: 맥브라이드 위원회)를 설립한다. 신세계정보통신질서란 선진 국가들의 헤게모니가 정보에 대한 통제로 인해 더욱 강화되고 있으므로 이에 대하여 신흥 국가들이 대항해야 한다는 반발 원리이다. 커뮤니케이션문제 연구를 위한 국제위원회는 아일랜드 출신의 숀 맥브라이드가 발표한 보고서로 인해 노벨 평화상을 거머쥐는 쾌거를 이루면서 그 별칭이 맥브라이드 위원회가 됐으며 이후로 유네스코는 “모두를 위한 정보 사회”(Information Society for All) 제도를 도입한다. 프로그램은 세계 정보사회 정상회의(World Summit on the Information Society)에도 적용돼 2003년 제네바와 2005년 튀니스 회의 때에도 채택됐다.

## 활동 목표
활동의 중점 추진 목표는 다음과 같다.
- 만인을 위한 질높은 평생 교육
- 지속적으로 개발가능한 유동적인 과학지식과 정책
- 사회적, 윤리적 도전에 역점
- 포괄적인 지식 사회 구축을 위한 정보통신

활동목표에 따른 분야별  활동으로는 교육분야, 과학분야, 문화분야,  라디오·텔레비전·영화의 개발 보급, 출판기술의 향상, 우주통신의 개발과 평화적 이용, 매스미디어를 이용한 교육의 보급에도 많은 기여를 하고 있다.
이 목표에 따라 문해율을 향상시키거나, 의무 교육의 보급을 위한 활동, 그리고 세계 유산의 등록과 보호, 문화 다양성 협약의 채택뿐만 아니라 역사적인 기록 유산을 보전하는 세계의 기억 사업 등을 실시한다. 그 외, 극도의 빈곤 근절, 보편적인 초등교육 달성, 초등 중등 교육에서의 남녀 차별 해소 등을 내용으로 하는 새천년 개발 목표 등 국제 개발 목표 달성을 목표로 한다.
유네스코 활동의 보급 및 이해 증진을 위해 세계의 유명 인사를 "유네스코 친선 대사"로 임명하고 다양한 활동을 하고 있다. 유네스코의 임무는 평화 구축에 기여하는 것, 빈곤의 근절, 지속 가능한 개발과 교육을 통한 상호 대화, 과학 문화, 커뮤니케이션과 정보에 중점을 두는 것이다. 따라서 유네스코는 《아프리카》와 《양성 평등》이라는 두 가지 범세계적인 우선 순위에 집중하고 있다.

## 역대 사무총장
| 대   | 사무총장 | 사무총장                 | 국가     | 임기                      |
| ---- | -------- | ------------------------ | -------- | ------------------------- |
| 1    |          | 줄리언 헉슬리            | 영국     | 1946년 12월 - 1948년 12월 |
| 2    |          | 하이메 토레스 보데트     | 멕시코   | 1948년 12월 - 1952년 12월 |
| 대행 |          | 존 윌킨슨 테일러         | 미국     | 1952년 12월 - 1953년 7월  |
| 3    |          | 루터 에반스              | 미국     | 1953년 7월 - 1958년 12월  |
| 4    |          | 비토리노 베로네세        | 이탈리아 | 1958년 12월 - 1961년 11월 |
| 대행 |          | 르네 마외                | 프랑스   | 1961년 11월 - 1962년 11월 |
| 5    |          | 르네 마외                | 프랑스   | 1962년 11월 - 1974년 11월 |
| 6    |          | 아마두마흐타르 음보우    | 세네갈   | 1974년 11월 - 1987년 11월 |
| 7    |          | 페데리코 마요르 사라고사 | 스페인   | 1987년 11월 - 1999년 11월 |
| 8    |          | 마쓰우라 고이치로        | 일본     | 1999년 11월 - 2009년 11월 |
| 9    |          | 이리나 보코바            | 불가리아 | 2009년 11월 - 2017년 11월 |
| 10   |          | 오드레 아줄레            | 프랑스   | 2017년 11월 - 현재        |

## 회원국
2023년 7월 기준으로 유네스코는 194개 회원국, 준회원 12개 지역을 두고 있다. 리히텐슈타인은 현재 유네스코에 가입하지는 않았지만 국내 위원회를 두고 있다.
1970년대와 1980년대에는 유네스코의 방만한 재정을 비롯한 관리 운영 문제, 정치적 편향에 대한 비판 여론이 제기되었다. 특히 미국, 영국은 공산권, 제3세계 국가들이 유네스코를 정치 기구로 이용하고 있다고 지적했다. 또한 음보우 사무총장이 제창한 "신세계 정보통신 질서"를 통한 미디어의 민주화, 정보에 대한 평등한 접근, 기자 인증 제도 도입이 언론의 자유를 제한한다는 지적을 받았다. 미국이 1984년 12월에, 영국이 1985년 12월에 각각 유네스코를 탈퇴하면서 유네스코는 위기를 맞게 된다. 마요르 사무총장이 유네스코의 정치적 편향과 언론의 자유에 대한 문제를 해결한 데 이어 마쓰우라 사무총장이 근본적인 관리 운영에 대해 전반적인 개혁을 하면서 영국은 1997년 7월에, 미국은 2003년 10월에 유네스코에 복귀했다.
유네스코는 2011년 11월에 팔레스타인을 회원국으로 승인한 이후에 이스라엘-팔레스타인 분쟁에서 팔레스타인에 우호적인 입장을 표명하는 한편 이스라엘의 팔레스타인 점령을 비판하는 성명을 발표하여 미국, 이스라엘과의 갈등을 빚었다. 특히 2016년 10월 13일에는 이스라엘의 팔레스타인 점령을 규탄하는 내용이 담긴 점령된 팔레스타인 결의를 채택했다. 이를 계기로 미국은 늘어나는 유네스코 분담금 체납, 유네스코의 근본적인 조직 개혁의 필요성, 유네스코의 계속되는 반(反)이스라엘 편향에 대한 우려를 표명하면서 2017년 12월에 유네스코를 탈퇴했고 이스라엘도 미국의 입장에 동조하면서 유네스코를 탈퇴하게 된다. 그러다가 미국은 2023년 7월 10일에 유네스코에 복귀했다.

### 회원국 목록
괄호 안에 표기된 날짜는 유네스코에 가입한 날짜를 의미한다.
- 아프가니스탄 (1948년 5월 4일)
- 알바니아 (1958년 10월 16일)
- 알제리 (1962년 10월 15일)
- 안도라 (1993년 10월 20일)
- 앙골라 (1977년 3월 11일)
- 앤티가 바부다 (1982년 7월 15일)
- 아르헨티나 (1948년 9월 15일)
- 아르메니아 (1992년 6월 9일)
- 오스트레일리아 (1946년 11월 4일)
- 오스트리아 (1948년 8월 13일)
- 아제르바이잔 (1992년 6월 3일)
- 바하마 (1981년 4월 23일)
- 바레인 (1972년 1월 18일)
- 방글라데시 (1972년 10월 27일)
- 바베이도스 (1968년 10월 24일)
- 벨라루스 (1954년 5월 12일)
- 벨기에 (1946년 11월 29일)
- 벨리즈 (1982년 5월 10일)
- 베냉 (1960년 10월 18일)
- 부탄 (1982년 4월 13일)
- 볼리비아 (1946년 11월 13일)
- 보스니아 헤르체고비나 (1993년 6월 2일)
- 보츠와나 (1980년 1월 16일)
- 브라질 (1946년 11월 4일)
- 브루나이 (2005년 3월 17일)
- 불가리아 (1956년 5월 17일)
- 부르키나파소 (1960년 11월 14일)
- 부룬디 (1962년 11월 16일)
- 캄보디아 (1951년 7월 3일)
- 카메룬 (1960년 11월 11일)
- 캐나다 (1946년 11월 4일)
- 카보베르데 (1978년 2월 15일)
- 중앙아프리카 공화국 (1960년 11월 11일)
- 차드 (1960년 12월 19일)
- 칠레 (1953년 7월 7일)
- 중화인민공화국 (1946년 11월 4일)
  -  홍콩에 설치된 별도의 국내 위원회를 포함한다.
- 콜롬비아 (1947년 10월 31일)
- 코모로 (1977년 3월 22일)
- 콩고 공화국 (1960년 10월 24일)
- 쿡 제도 (1989년 10월 25일)
- 코스타리카 (1950년 5월 19일)
- 코트디부아르 (1960년 10월 27일)
- 크로아티아 (1992년 6월 1일)
- 쿠바 (1947년 8월 29일)
- 키프로스 (1961년 2월 6일)
- 체코 (1993년 2월 22일)
- 콩고 민주 공화국 (1960년 11월 25일)
- 덴마크 (1946년 11월 4일)
  -  그린란드를 포함한다.
- 지부티 (1989년 8월 31일)
- 도미니카 연방 (1979년 1월 9일)
- 도미니카 공화국 (1946년 11월 4일)
- 에콰도르 (1947년 1월 22일)
- 이집트 (1946년 11월 4일)
- 엘살바도르 (1948년 4월 28일)
- 적도 기니 (1979년 11월 29일)
- 에리트레아 (1993년 9월 2일)
- 에스토니아 (1991년 10월 14일)
- 에스와티니 (1978년 1월 25일)
- 에티오피아 (1955년 7월 1일)
- 피지 (1983년 7월 14일)
- 핀란드 (1956년 10월 10일)
- 프랑스 (1946년 11월 4일)
- 가봉 (1960년 11월 16일)
- 감비아 (1973년 8월 1일)
- 조지아 (1992년 10월 7일)
- 독일 (1951년 7월 11일)
- 가나 (1958년 4월 11일)
- 그리스 (1946년 11월 4일)
- 그레나다 (1975년 2월 17일)
- 과테말라 (1950년 1월 2일)
- 기니 (1960년 2월 2일)
- 기니비사우 (1974년 11월 1일)
- 가이아나 (1967년 3월 21일)
- 아이티 (1946년 11월 18일)
- 온두라스 (1947년 12월 16일)
- 헝가리 (1948년 9월 14일)
- 아이슬란드 (1964년 6월 8일)
- 인도 (1946년 11월 4일)
- 인도네시아 (1950년 5월 27일)
- 이란 (1948년 9월 6일)
- 이라크 (1948년 10월 21일)
- 아일랜드 (1961년 10월 3일)
- 이탈리아 (1948년 1월 27일)
- 자메이카 (1962년 11월 7일)
- 일본 (1951년 7월 2일)
- 요르단 (1950년 6월 14일)
- 카자흐스탄 (1992년 5월 22일)
- 케냐 (1964년 4월 7일)
- 키리바시 (1989년 10월 24일)
- 조선민주주의인민공화국 (1974년 10월 18일)
- 대한민국 (1950년 6월 14일)
- 쿠웨이트 (1960년 11월 18일)
- 키르기스스탄 (1992년 6월 2일)
- 라오스 (1951년 7월 9일)
- 라트비아 (1991년 10월 14일)
- 레바논 (1946년 11월 4일)
- 레소토 (1967년 9월 29일)
- 라이베리아 (1947년 3월 6일)
- 리비아 (1953년 6월 27일)
- 리투아니아 (1991년 10월 7일)
- 룩셈부르크 (1947년 10월 27일)
- 마다가스카르 (1960년 11월 10일)
- 말라위 (1964년 10월 27일)
- 말레이시아 (1958년 6월 16일)
- 몰디브 (1980년 7월 18일)
- 말리 (1960년 11월 7일)
- 몰타 (1965년 2월 10일)
- 마셜 제도 (1995년 6월 30일)
- 모리타니 (1962년 1월 10일)
- 모리셔스 (1968년 10월 25일)
- 멕시코 (1946년 11월 4일)
- 미크로네시아 연방 (1999년 10월 19일)
- 몰도바 (1992년 5월 27일)
- 모나코 (1949년 7월 6일)
- 몽골 (1962년 11월 1일)
- 몬테네그로 (2007년 3월 1일)
- 모로코 (1956년 11월 7일)
- 모잠비크 (1976년 10월 11일)
- 미얀마 (1949년 6월 27일)
- 나미비아 (1978년 11월 2일)
- 나우루 (1996년 10월 17일)
- 네팔 (1953년 5월 1일)
- 네덜란드 (1947년 1월 1일)
- 뉴질랜드 (1946년 11월 4일)
- 니카라과 (1952년 2월 22일)
- 니제르 (1960년 11월 10일)
- 나이지리아 (1960년 11월 14일)
- 니우에 (1993년 10월 26일)
- 북마케도니아 (1993년 6월 28일)
- 노르웨이 (1946년 11월 4일)
- 오만 (1972년 2월 10일)
- 파키스탄 (1949년 9월 14일)
- 팔라우 (1999년 9월 20일)
- 팔레스타인 (2011년 11월 23일)
- 파나마 (1950년 1월 10일)
- 파푸아뉴기니 (1976년 10월 4일)
- 파라과이 (1955년 6월 20일)
- 페루 (1946년 11월 21일)
- 필리핀 (1946년 11월 21일)
- 폴란드 (1946년 11월 6일)
- 포르투갈 (1974년 9월 11일)
- 카타르 (1972년 1월 27일)
- 루마니아 (1956년 7월 27일)
- 러시아 (1954년 4월 21일)
- 르완다 (1962년 11월 7일)
- 세인트키츠 네비스 (1983년 10월 26일)
- 세인트루시아 (1980년 3월 6일)
- 세인트빈센트 그레나딘 (1983년 1월 14일)
- 사모아 (1981년 4월 3일)
- 산마리노 (1974년 11월 12일)
- 상투메 프린시페 (1980년 1월 22일)
- 사우디아라비아 (1946년 11월 4일)
- 세네갈 (1960년 11월 10일)
- 세르비아 (2000년 12월 20일)
- 세이셸 (1976년 10월 18일)
- 시에라리온 (1962년 3월 28일)
- 싱가포르 (2007년 10월 8일)
- 슬로바키아 (1993년 2월 9일)
- 슬로베니아 (1992년 5월 27일)
- 솔로몬 제도 (1993년 9월 7일)
- 소말리아 (1960년 11월 15일)
- 남아프리카 공화국 (1994년 12월 12일)
- 남수단 (2011년 10월 27일)
- 스페인 (1953년 1월 30일)
- 스리랑카 (1949년 11월 14일)
- 수단 (1956년 11월 26일)
- 수리남 (1976년 7월 16일)
- 스웨덴 (1950년 1월 23일)
- 스위스 (1949년 1월 28일)
  -  리히텐슈타인에 설치된 별도의 국내 위원회를 포함한다.
- 시리아 (1946년 11월 16일)
- 타지키스탄 (1993년 4월 6일)
- 탄자니아 (1962년 3월 6일)
- 태국 (1949년 1월 1일)
- 동티모르 (2003년 6월 5일)
- 토고 (1960년 11월 17일)
- 통가 (1980년 9월 29일)
- 트리니다드 토바고 (1962년 11월 2일)
- 튀니지 (1956년 11월 8일)
- 튀르키예 (1946년 11월 4일)
- 투르크메니스탄 (1993년 8월 17일)
- 투발루 (1991년 10월 21일)
- 우간다 (1962년 11월 9일)
- 우크라이나 (1954년 5월 12일)
- 아랍에미리트 (1972년 4월 20일)
- 영국 (1997년 7월 1일)
  -  버뮤다에 설치된 별도의 국내 위원회를 포함한다.
- 미국 (1946년 11월 4일)
  -  아메리칸사모아,  괌,  북마리아나 제도,  푸에르토리코,  미국령 버진아일랜드에 설치된 별도의 국내 위원회를 포함한다.
- 우루과이 (1947년 11월 8일)
- 우즈베키스탄 (1993년 10월 26일)
- 바누아투 (1994년 2월 10일)
- 베네수엘라 (1946년 11월 25일)
- 베트남 (1951년 7월 6일)
- 예멘 (1962년 4월 2일)
- 잠비아 (1964년 11월 9일)
- 짐바브웨 (1980년 9월 22일)

#### 회원국과 관련된 변동 사항
- 체코슬로바키아는 1946년 11월 4일에 가입한 이후에 1992년 12월 31일을 기해 소멸될 때까지 유네스코 회원국으로 남았다. 체코슬로바키아가 해체된 이후에 슬로바키아는 1993년 2월 9일에 유네스코에 가입했고 체코는 1993년 2월 22일에 유네스코에 가입했다.
- 남아프리카 공화국은 1946년 11월 4일에 유네스코에 가입했지만 1956년 12월 31일에 유네스코를 탈퇴했다. 1994년 12월 12일에 유네스코에 다시 가입했다.
- 영국은 1946년 11월 4일에 유네스코에 가입했지만 1985년 12월 31일에 유네스코를 탈퇴했다. 1997년 7월 1일에 유네스코에 다시 가입했다.
- 미국은 1946년 11월 4일에 유네스코에 가입했지만 1984년 12월 31일에 유네스코를 탈퇴했다. 2003년 10월 1일에 유네스코에 다시 가입했지만 2018년 12월 31일에 다시 유네스코를 탈퇴했다. 그러다가 2023년 7월 10일에 재가입했다.
- 이스라엘은 1949년 9월 16일에 유네스코에 가입했지만 2018년 12월 31일에 유네스코를 탈퇴했다.
- 유고슬라비아 사회주의 연방공화국은 1950년 3월 31일에 유네스코에 가입했지만 1992년 9월 22일에 채택된 유엔 총회 결의에 따라 유네스코 회원국 자격 정지 처분을 받았다. 유고슬라비아 연방 공화국은 2000년 12월 20일에 유네스코에 가입했고 2003년 2월 4일에 세르비아 몬테네그로로 국명을 변경했다. 2006년 6월 3일에 세르비아 몬테네그로가 분리된 이후에는 세르비아가 유네스코 회원국 지위를 승계받았다.
- 베트남은 베트남국 시대였던 1951년 7월 6일에 가입했으며 1976년 7월 2일에 일어난 북베트남(베트남 민주 공화국)과 남베트남(베트남 공화국) 간의 통일 이후에도 유네스코 회원국 지위를 승계받았다.
- 서독은 1951년 7월 11일에 유네스코에 가입했으며 동독은 1972년 11월 24일에 유네스코에 가입했다. 1990년 10월 3일에 일어난 동독과 서독 간의 통일을 계기로 동독이 소멸되면서 독일은 서독이 갖고 있던 유네스코 회원국 지위를 승계받았다.
- 소련은 1954년 4월 21일부터 1991년 12월 24일까지 유네스코 회원국으로 활동했으며 소련이 해체된 이후에는 러시아가 유네스코 회원국 지위를 승계받았다.
- 우크라이나는 우크라이나 소비에트 사회주의 공화국 시대였던 1954년 5월 12일에 유네스코에 가입했으며 1991년 8월 24일에 우크라이나가 소련으로부터 독립하면서 유네스코 회원국 지위를 승계받았다.
- 벨라루스는 벨로루시 소비에트 사회주의 공화국 시대였던 1954년 5월 12일에 유네스코에 가입했으며 1991년 9월 19일에 벨라루스가 소련으로부터 독립하면서 유네스코 회원국 지위를 승계받았다.
- 북예멘(예멘 아랍 공화국) 시대였던 1962년 4월 2일에 유네스코에 가입했으며 남예멘(예멘 인민 민주 공화국)은 1967년 12월 14일에 유네스코에 가입했다. 1990년 5월 22일에 일어난 북예멘과 남예멘 간의 통일을 계기로 예멘은 북예멘이 갖고 있던 유네스코 회원국 지위를 승계받았다.
- 포르투갈은 1965년 3월 11일에 유네스코에 가입했지만 1972년 12월 31일에 유네스코를 탈퇴했다. 1974년 9월 11일에 유네스코에 다시 가입했다.
- 싱가포르는 1965년 10월 28일에 유네스코에 가입했지만 1985년 12월 31일에 유네스코를 탈퇴했다. 2007년 10월 8일에 유네스코에 다시 가입했다.
- 유엔 총회 결의 제2758호가 1971년 10월 25일에 채택됨에 따라 유네스코의 중국 대표권 또한 중화민국에서 중화인민공화국으로 변경되었다.
- 나미비아는 남아프리카 공화국의 지배를 받고 있던 남서아프리카 시대였던 1978년 11월 2일에 유네스코에 가입했으며 1990년에 나미비아가 남아프리카 공화국으로부터 독립하면서 유네스코 회원국 지위를 승계받았다.

### 준회원
다음 12개 지역은 유네스코 준회원 지위를 부여받고 있다. 괄호 안에 표기된 날짜는 유네스코 준회원 지위를 부여받은 날짜를 의미한다.
- 올란드 제도 (핀란드의 자치령, 2021년 11월 9일)
- 앵귈라 (영국의 자치령, 2013년 11월 5일)
- 아루바 (네덜란드의 자치령, 1987년 10월 20일)
- 영국령 버진아일랜드 (영국의 자치령, 1983년 11월 24일)
- 케이맨 제도 (영국의 자치령, 1999년 10월 30일)
- 퀴라소 (네덜란드의 자치령, 2011년 10월 25일)
- 페로 제도 (덴마크의 자치령, 2009년 10월 12일)
- 마카오 (중국의 특별행정구, 1995년 10월 25일)
- 몬트세랫 (영국의 자치령, 2015년 11월 3일)
- 누벨칼레도니 (프랑스의 자치령, 2017년 10월 30일)
- 신트마르턴 (네덜란드의 자치령, 2011년 10월 25일)
- 토켈라우 (뉴질랜드의 자치령, 2001년 10월 15일)

#### 준회원과 관련된 변동 사항
- 네덜란드령 안틸레스는 1983년 10월 26일에 유네스코 준회원 지위를 부여받았지만 2010년 10월 10일을 기해 네덜란드령 안틸레스가 해체되면서 유네스코 준회원 지위 또한 소멸되었다. 퀴라소, 신트마르턴은 2011년 10월 25일을 기해 유네스코 준회원 지위를 부여받았다.

### 옵서버
유네스코에는 2개의 상주 옵서버, 10개의 국제 기구가 상주 옵서버 대표부를 두고 있다.
비회원국
- 바티칸 시국

구성체
- 몰타 기사단

국제 기구
- 아프리카 연합
- 아랍 연맹
- 아랍 연맹 교육 문화 과학 기구
- 유럽 평의회
- 유럽 연합
- 미주개발은행
- 이슬람 협력 기구 이슬람 교육 과학 문화 기구
- 라틴 아메리카 사회 과학 연구소
- 라틴 연합
- 이베로아메리카 국가 기구

## 공식 유네스코 NGO
유네스코는 322개의 국제 시민 단체와 관계를 맺고 있다. 대부분의 시민단체들은 "실효적인 관계를 유지하고 있는"(Operational) 지위이며 극히 일부만이 "형식적"인 관계이다. 여기서 실효적인 관계, 즉 운영되고 있는(Operational) 관계는 해당 분야에서 활발한 활동을 펼치고 있는 단체를 말하는 것으로 특별한 전문적 지식과 해당 수요처를 연계하는 능력을 갖춘 단체를 일컫는다. NGO의 입장에서 유네스코와 오퍼레이셔널의 관계를 유지하는 것은 사무총장의 결정 하에 어느 때라도 가능하다. 형식적(Formal) 관계는 기구와의 협력에 있어서 여러 관련 기구의 상하와 관계 없이 협력하고자 하는 시민단체와 맺게 된다. 형식적 관계라는 것은 활동분야에서 전문 지식을 갖추고 광범위하게 활동하는 국제적 단체들에게만 부여되는 지위이며 국제 사회의 요구에 부합할 만큼의 체계와 다국적 회원 등을 포함하는 단체를 칭한다. 형식적 관계는 "자문 관계"와 "동료" 관계로 나뉘며 시민단체 자체의 성격에 따라서 분류된다. 교육과학문화기구의 이사회는 사무총장의 권고에 따라 형식적 관계의 두 부류에 맞게 각 시민단체의 요구에 따라 성격을 구분 짓는다. 형식적 관계의 지위는 6년 단위로 갱신 가능하다.
유네스코와의 관계를 규명할 때 최상의 지위는 "형식적 동반자"(formal associate) 관계로서 22개 시민단체가 포함된다. 이들 단체는 유네스코 본부에 사무처를 갖고 있으며 ASC로 칭한다.
1. 국제 공통 대학 입학 자격(International Baccalaureate, IB)
2. 국제자원봉사조정위원회(Coordinating Committee for International Voluntary Service, CCIVS)
3. Education International (EI)
4. 국제대학협회(International Association of Universities, IAU)
5. International Council for Film, Television and Audiovisual Communication (IFTC)
6. 국제철학인문과학연구협의회(International Council for Philosophy and Humanistic Studies, ICPHS)
7. 국제학술연합회의(International Council for Science, ICSU)
8. 국제박물관협의회(International Council of Museums, ICOM)
9. 국제스포츠체육협의회(International Council of Sport Science and Physical Education, ICSSPE)
10. 국제기록기구회의(International Council on Archive, ICA)
11. 국제기념물유적회의(International Council on Monuments and Sites, ICOMOS)
12. 국제기자연맹(International Federation of Journalists, IFJ)
13. 국제도서관연맹(International Federation of Library Associations and Institutions, IFLA)
14. 세계시인연합연맹(International Federation of Poetry Associations, IFPA)
15. 국제음악협회(International Music Council, IMC)
16. 국제도서지역개발과학위원회(International Scientific Council for Island Development, INSULA)
17. 국제사회과학협의회(International Social Science Council, ISSC)
18. 국제극예술협의회(International Theatre Institute, ITI)
19. 세계자연보전연맹(International Union for Conservation of Nature and Natural Resources, IUCN)
20. 국제기술협회연맹(International Union of Technical Associations and Organizations)
21. 국제협회연합(Union of International Associations, UIA)
22. 세계신문협회(World Association of Newspapers, WAN)
23. 세계기술조직연맹(World Federation of Engineering Organizations, WFEO)
24. World Federation of UNESCO Clubs, Centres and Associations (WFUCA)

## 한국의 유네스코 가입
대한민국은 1950년 2월 11일 UN특사 장면(張勉)이 대한민국을 대표해 유네스코 가입을 신청, 가입이 허락되었다. 1950년 6월 14일에는 한국이 유네스코 회원국 가입이 확정된 직후 한국위원회 설치를 추진하였지만, 한국전쟁이 발발하여 바로 성사되지 못했다. 한국정부는 전란 중에서도 국내 유네스코 활동전개를 위한 한국위원회 설치를 추진하였다.
1952년 11월 10일 열린 제2대 대한민국 국회 제17차 본회의에 유네스코 헌장 준수서약이 상정되고, 같은 날 표결 결과 만장일치로 가결되었다. 이후 국내 교육, 과학, 문화계 등 각 분과 인사들이 모여 유네스코한국위원회 설치 준비 대책위원회를 조직하였다. 설치준비대책위는 설치법 초안을 작성하고 국회의 검토 후 대통령 이승만에게 직접 올려져 1953년 7월 6일 대통령령 제801호로 <한국유네스코위원 회설치령>이 공포되었다.
1953년 7월 6일 유네스코한국위원회는 당시 대한민국 정부 문교부 장관 김법린을 위원장으로 선출하고 정대위를 초대 사무총장에 임명하였으며, 1954년 1월 30일 서울 관악구 서울대학교 강당에서 공식 창립기념총회를 개최했다.

## 월드 디지털 도서관
유네스코는 2005년부터 전자도서관(World Digital Library, WDL) 작업을 시작하여, 2009년 4월 21일 인터넷에 공개하였다. 이 웹사이트에서는 각 나라의 문화 자료를 지역별, 테마별, 연대별로 찾아볼 수 있다. 일반 이용자, 연구자와 같은 직위의 구별 없이 무료로 볼 수 있다.
전시 자료는 대한민국 국회도서관, 이집트 알렉산드리아 도서관, 일본 국회도서관 등 세계 32개 기관이 참여하고, 지금은 책, 위치 지도, 사진, 동영상 등 약 1,200점의 콘텐츠가 확보되어 있다.

## 같이 보기
- 유네스코 한국위원회
- 국제기록유산센터
- 세계유산
- 세계기록유산
- 인류무형문화유산
- 생물권보전지역
- 세계지질공원
- 세계 책의 수도
- 유네스코 창의도시 네트워크
- 유네스코 글로벌 학습도시 네트워크
- 유네스코 학습도시상
- 유네스코 국제상
  - 유네스코 세종대왕 문해상
  - 유네스코 직지상
- 국제 기념해
- 국제 기념일
- 베르사유상